# Пардон, Хорхе
Хо́рхе Эрне́сто Пардо́н Гарси́я (исп. Jorge Hernesto Pardón García; 4 марта 1905, Арекипа — 19 декабря 1977, Лима, Перу) — перуанский футболист, вратарь, участник чемпионатов Южной Америки 1927, 1929 и чемпионата мира 1930 года.

## Карьера

### Клубная
В течение своей футбольной карьеры, длившейся 15 лет, Хорхе Пардон выступал за 5 перуанских клубов. Первой его командой была «Индепенденсия», где он играл с 1920 по 1925 гг. Затем по одному сезону провёл в «Насьонале», «Чирколо Спортиво Итальяно» и «Атлетико Чалако». Завершал карьеру в клубе «Спортинг Табако».

### В сборной
В составе сборной Хорхе Пардон принял участие в чемпионате Южной Америки 1927 (провёл на турнире 3 матча) и в чемпионате Южной Америки 1929, где также поучаствовал в трёх поединках с южноамериканскими сборными.
Через год дебютировал на мировом первенстве в Уругвае. Несмотря на то, что Пардон в то время был первым голкипером сборной, на стартовый матч турнира против Румынии тренер Франсиско Бру предпочёл его сменщика Хуана Вальдивьесо. Однако в следующей встрече против Уругвая Пардон всё же появился на поле. Проиграв два матча кряду, перуанцы завершили участие в турнире, а Пардон больше не появлялся на поле в форме национальной сборной.
| Матчи и пропущенные голы Хорхе Пардона за сборную Перу | Матчи и пропущенные голы Хорхе Пардона за сборную Перу | Матчи и пропущенные голы Хорхе Пардона за сборную Перу | Матчи и пропущенные голы Хорхе Пардона за сборную Перу | Матчи и пропущенные голы Хорхе Пардона за сборную Перу | Матчи и пропущенные голы Хорхе Пардона за сборную Перу | Матчи и пропущенные голы Хорхе Пардона за сборную Перу |
| ------------------------------------------------------ | ------------------------------------------------------ | ------------------------------------------------------ | ------------------------------------------------------ | ------------------------------------------------------ | ------------------------------------------------------ | ------------------------------------------------------ |
| №                                                      | Дата                                                   | Место проведения                                       | Соперник                                               | Счёт                                                   | Голы                                                   | Турнир                                                 |
| 1                                                      | 1 ноября 1927                                          | Лима, Перу                                             | Уругвай                                                | 0:4                                                    | 4                                                      | Чемпионат Южной Америки по футболу 1927                |
| 2                                                      | 13 ноября 1927                                         | Лима, Перу                                             | Боливия                                                | 3:2                                                    | 2                                                      | Чемпионат Южной Америки по футболу 1927                |
| 3                                                      | 27 ноября 1927                                         | Лима, Перу                                             | Аргентина                                              | 1:5                                                    | 5                                                      | Чемпионат Южной Америки по футболу 1927                |
| 4                                                      | 3 ноября 1929                                          | Буэнос-Айрес, Аргентина                                | Аргентина                                              | 0:3                                                    | 3                                                      | Чемпионат Южной Америки по футболу 1929                |
| 5                                                      | 11 ноября 1929                                         | Буэнос-Айрес, Аргентина                                | Уругвай                                                | 1:4                                                    | 4                                                      | Чемпионат Южной Америки по футболу 1929                |
| 6                                                      | 16 ноября 1929                                         | Буэнос-Айрес, Аргентина                                | Парагвай                                               | 0:5                                                    | 5                                                      | Чемпионат Южной Америки по футболу 1929                |
| 7                                                      | 18 июля 1930                                           | Монтевидео, Уругвай                                    | Уругвай                                                | 0:1                                                    | 1                                                      | Чемпионат мира 1930                                    |

Итого: 7 матчей / 24 пропущенных голов; 1 победа, 0 ничьих, 6 поражений.